# 浪岡駅
浪岡駅（なみおかえき）は、青森県青森市浪岡大字浪岡字細田にある、東日本旅客鉄道（JR東日本）奥羽本線の駅である。

## 歴史
- 1894年（明治27年）12月1日：官設鉄道（国鉄）の駅として南津軽郡浪岡村に開業[2][3]。
- 1936年（昭和11年）3月29日：二代目駅舎落成[4]。
- 1984年（昭和59年）3月：直営駅から業務委託駅へ移行[新聞 1]。
- 1987年（昭和62年）4月1日：国鉄分割民営化により、東日本旅客鉄道の駅となる[5]。
- 1988年（昭和63年）4月1日：直営駅となる[新聞 2]。
- 2002年（平成14年）12月1日：八戸 - 弘前間で運行を開始した特急「つがる」の一部列車の停車駅となる。
- 2009年（平成21年）11月8日：新駅舎のJR利用部分の供用開始。
- 2010年（平成22年）
  - 4月1日：大釈迦駅 - 津軽新城駅間各駅管理権限を弘前駅に委譲、自駅のみの管理となる。
  - 4月25日：新駅舎の地域交流施設オープンに伴い全面供用開始[2]。
  - 12月4日：東北新幹線新青森開業に伴うダイヤ改正に伴い、（定期列車としての）特急列車の停車がなくなる。
- 2012年（平成24年）5月12日・13日：青森 - 函館間の特急白鳥96号・スーパー白鳥95号が弘前までの延長運転に伴い、1年5か月ぶりに当駅に特急列車が停車[注 1]。なお、この年から2014年（平成26年）まで、該当の列車は、春の大型連休期間に、弘前までの延長運転に伴って停車した[注 2]ほか、2013年（平成25年）のみ臨時の白鳥74号も、弘前までの延長運転に伴い、当駅に停車した。
- 2017年（平成29年）4月1日：JR東日本東北総合サービスへの業務委託駅に変更。
- 2018年（平成30年）3月17日：ダイヤ改正に伴い、特急「つがる」の停車駅になる[報道 1]。定期列車としては7年3か月ぶり、臨時列車を含めても2年3か月ぶりの特急停車となる。
- 2023年（令和5年）
  - 3月31日：みどりの窓口の営業を終了[3][6][7]。
  - 4月1日：指定席券売機を導入[7]。
  - 5月27日：ICカード「Suica」の利用が可能となる[報道 2][報道 3]。
- 2024年（令和6年）10月1日：えきねっとQチケのサービスを開始[1][報道 4]。

## 駅構造
弘前統括センター（弘前駅）管理の業務委託駅である。JR東日本東北総合サービスが受託し、秋田支店津軽奥羽ブロックに所属。委託化前は直営駅で、自駅単独管理の駅長配置駅であった。
単式ホーム1面1線と島式ホーム1面2線、計2面3線のホームを持つ地上駅である。互いのホームは跨線橋で連絡している。
駅舎には簡易Suica改札機、自動券売機、指定席券売機、乗車駅証明書発行機がある。駅前周辺整備事業に合わせ、駅舎が建て替えられ、2009年（平成21年）11月からJRの駅舎部分の使用を開始して、2010年（平成22年）4月25日からは地域交流センターの「あぴねす」が開設されて全面開業した。また、同敷地内に、りんご園地や低温熟成施設も順次供用開始をした。

### のりば
| 番線 | 路線      | 方向 | 行先             |
| ---- | --------- | ---- | ---------------- |
| 1    | ■奥羽本線 | 上り | 川部・弘前方面   |
| 2・3 | ■奥羽本線 | 下り | 新青森・青森方面 |

- 3番線は上下共用の待避線であり、両方向の発着に対応している[注 3]。

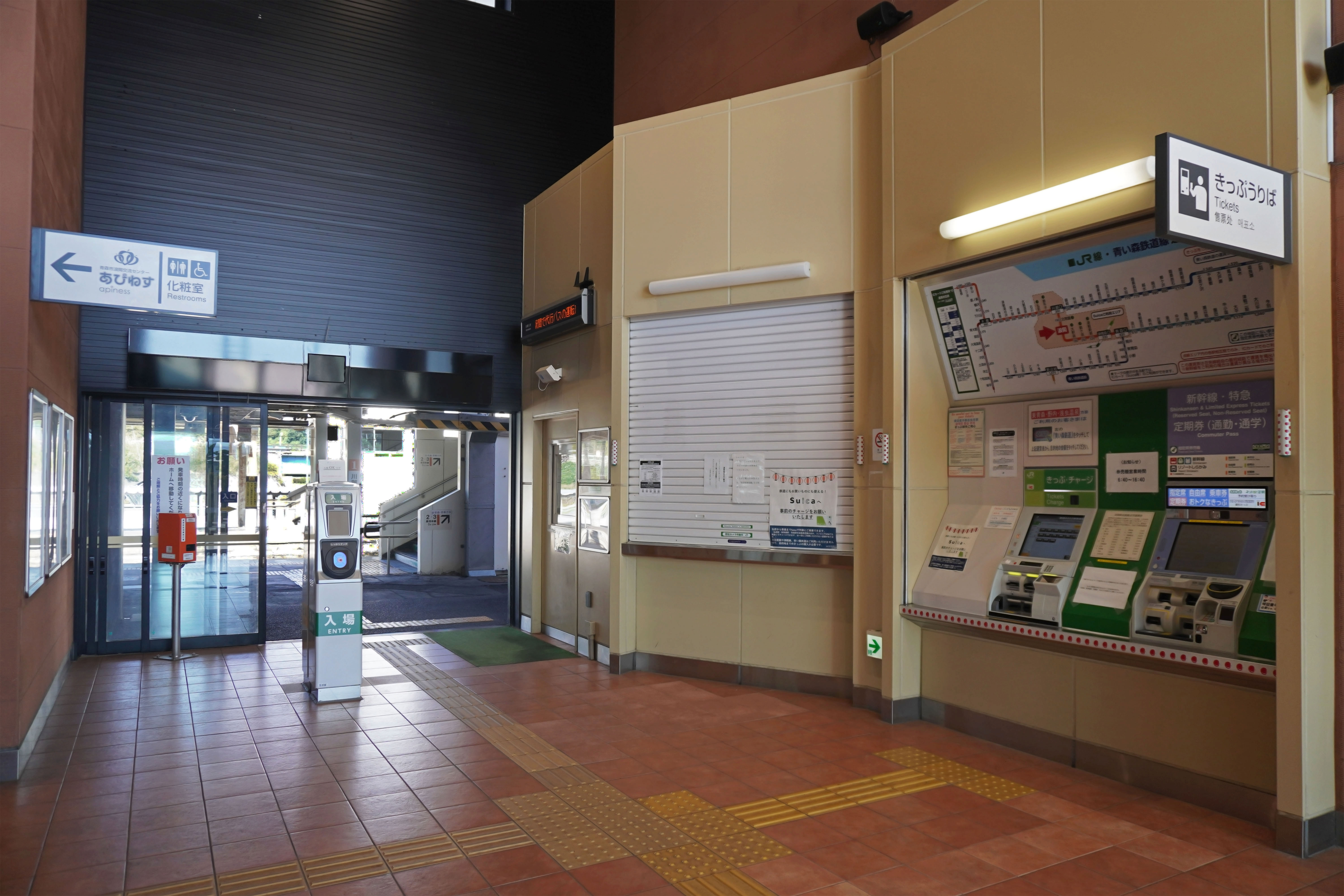
改札口と切符売り場（2024年9月）
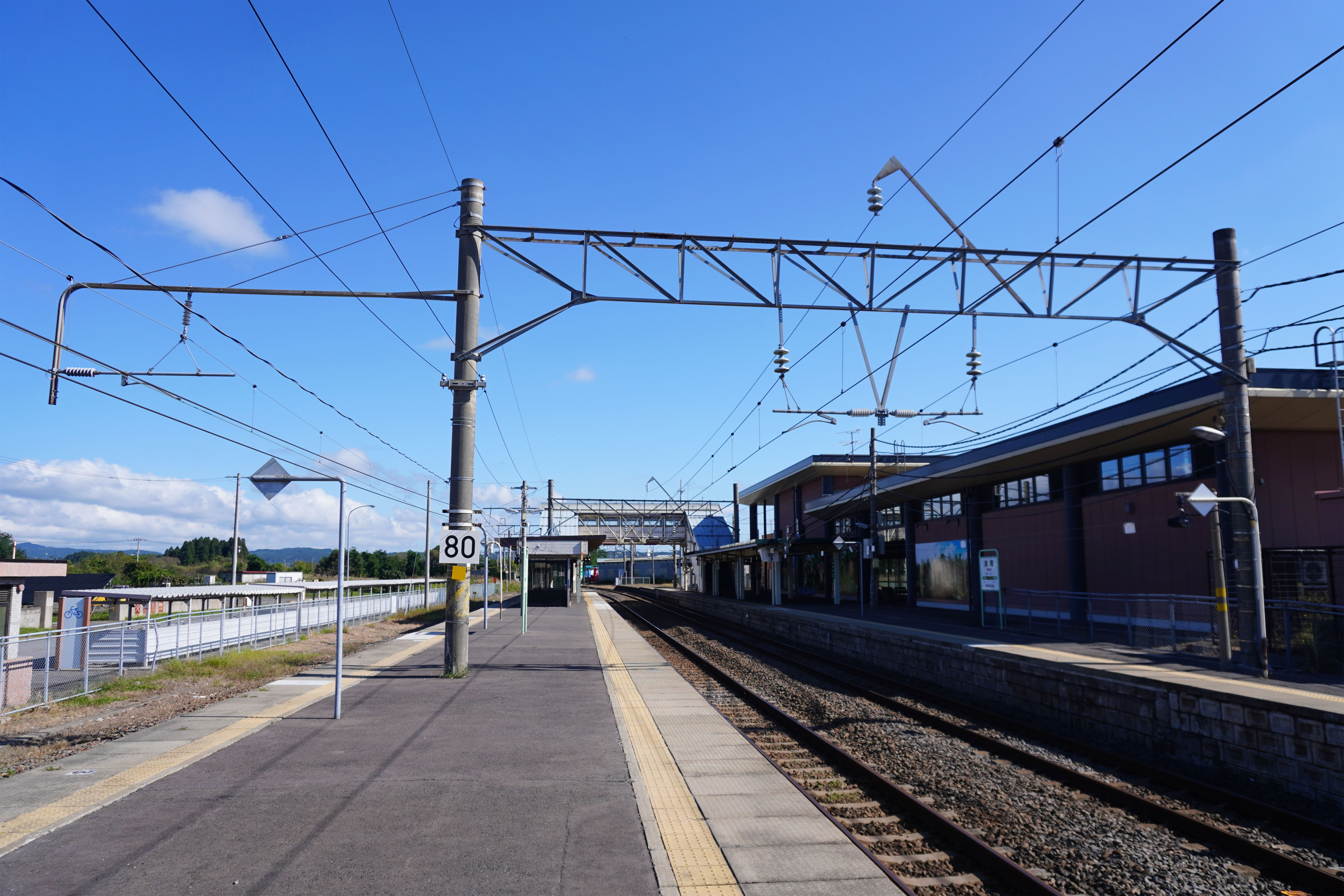
ホーム（2024年9月）
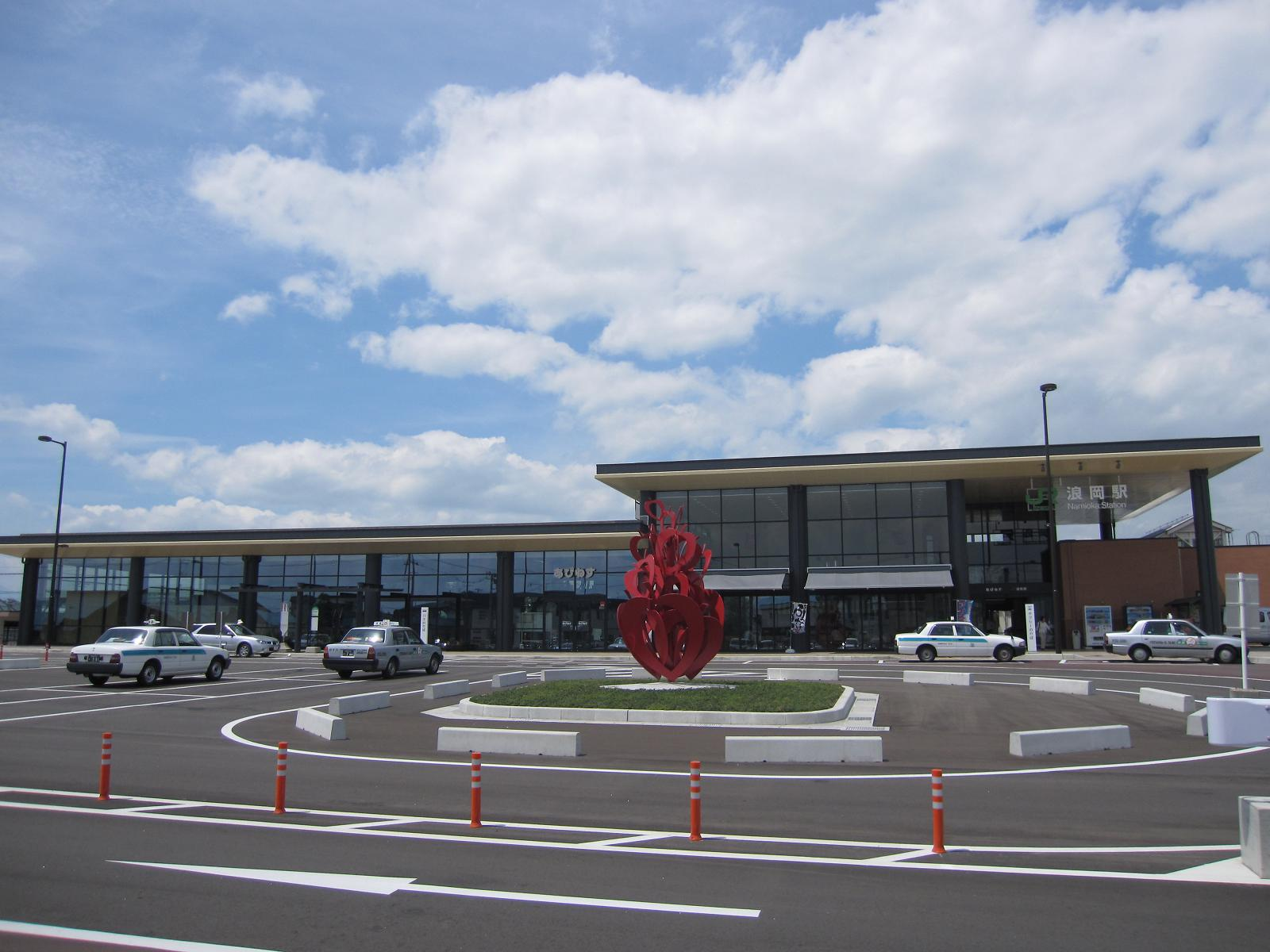
駅前ロータリー（2010年7月）
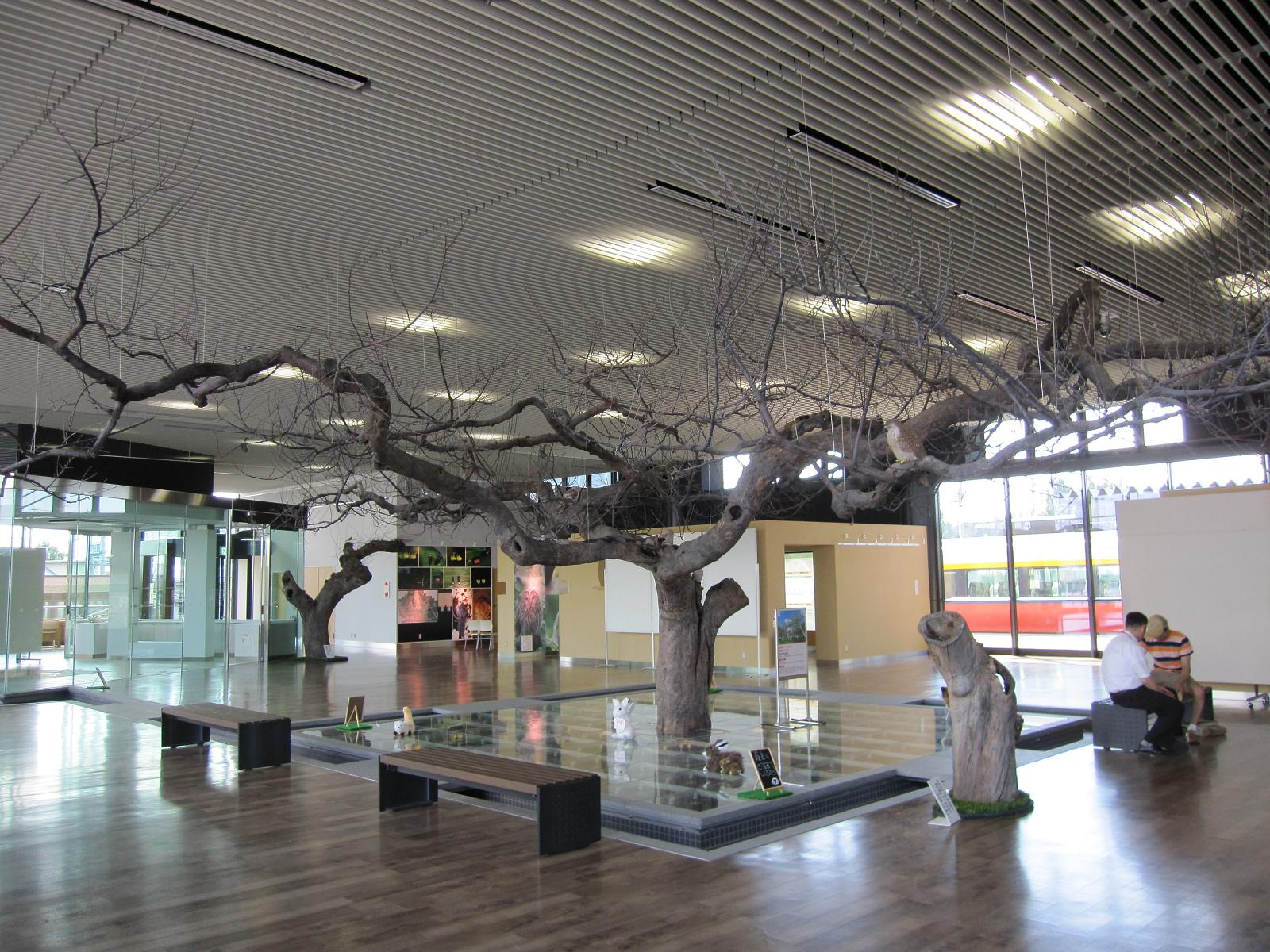
「あぴねす」に展示されたりんごの木（2010年7月）
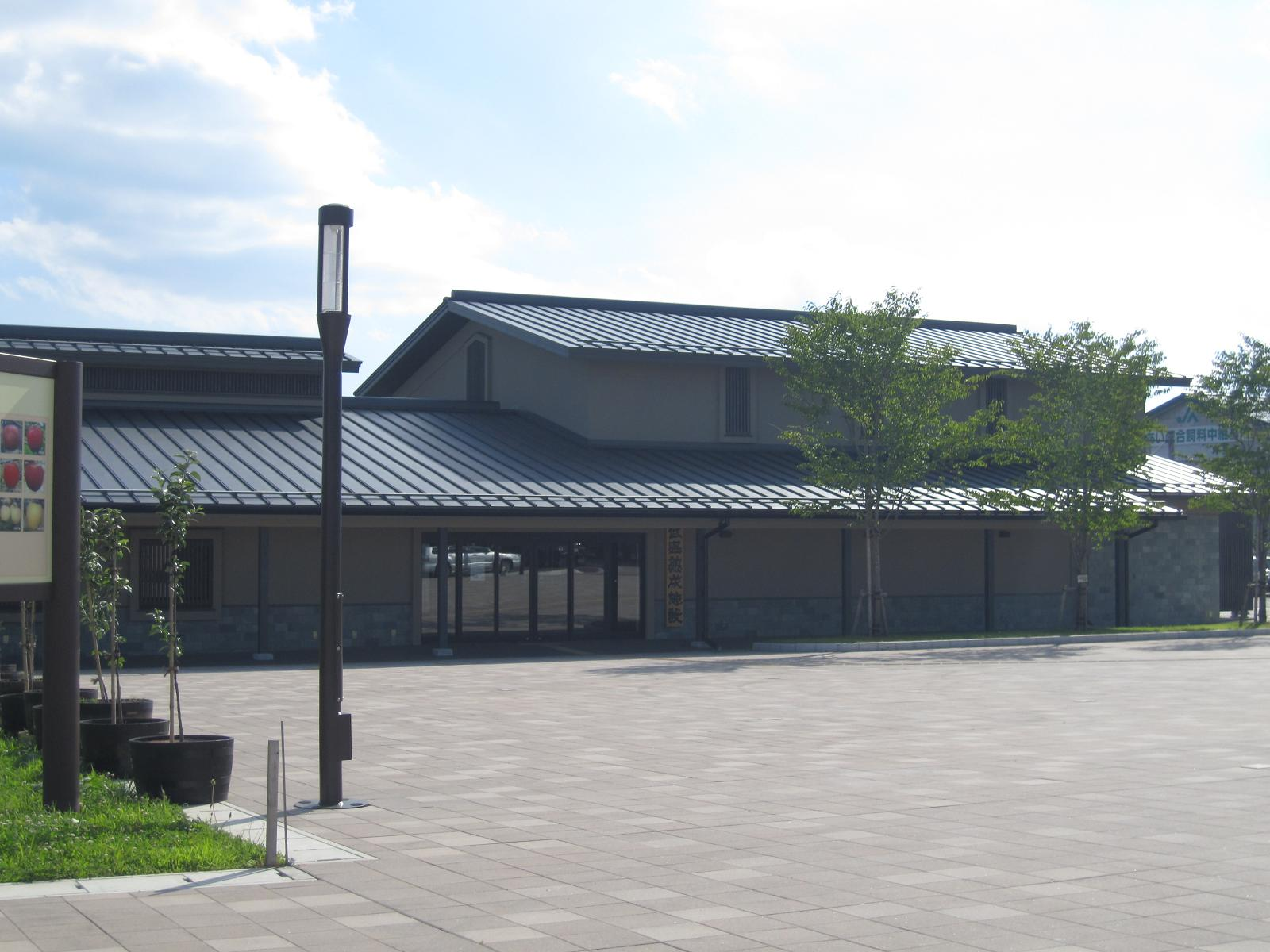
りんご低温熟成施設（2010年7月）

## 利用状況
JR東日本によると、2023年度（令和5年度）の1日平均乗車人員は804人である。
2000年度（平成12年度）以降の推移は以下のとおりである。
| 1日平均乗車人員推移 | 1日平均乗車人員推移 | 1日平均乗車人員推移 | 1日平均乗車人員推移 | 1日平均乗車人員推移 |
| 年度                | 定期外              | 定期                | 合計                | 出典                |
| ------------------- | ------------------- | ------------------- | ------------------- | ------------------- |
| 2000年（平成12年）  |                     |                     | 1,190               | [ 利用客数 2 ]      |
| 2001年（平成13年）  |                     |                     | 1,106               | [ 利用客数 3 ]      |
| 2002年（平成14年）  |                     |                     | 1,094               | [ 利用客数 4 ]      |
| 2003年（平成15年）  |                     |                     | 1,078               | [ 利用客数 5 ]      |
| 2004年（平成16年）  |                     |                     | 1,045               | [ 利用客数 6 ]      |
| 2005年（平成17年）  |                     |                     | 1,074               | [ 利用客数 7 ]      |
| 2006年（平成18年）  |                     |                     | 1,039               | [ 利用客数 8 ]      |
| 2007年（平成19年）  |                     |                     | 1,019               | [ 利用客数 9 ]      |
| 2008年（平成20年）  |                     |                     | 1,029               | [ 利用客数 10 ]     |
| 2009年（平成21年）  |                     |                     | 1,026               | [ 利用客数 11 ]     |
| 2010年（平成22年）  |                     |                     | 1,047               | [ 利用客数 12 ]     |
| 2011年（平成23年）  |                     |                     | 1,089               | [ 利用客数 13 ]     |
| 2012年（平成24年）  | 247                 | 833                 | 1,080               | [ 利用客数 14 ]     |
| 2013年（平成25年）  | 247                 | 843                 | 1,090               | [ 利用客数 15 ]     |
| 2014年（平成26年）  | 239                 | 796                 | 1,036               | [ 利用客数 16 ]     |
| 2015年（平成27年）  | 238                 | 766                 | 1,004               | [ 利用客数 17 ]     |
| 2016年（平成28年）  | 238                 | 740                 | 979                 | [ 利用客数 18 ]     |
| 2017年（平成29年）  | 226                 | 706                 | 933                 | [ 利用客数 19 ]     |
| 2018年（平成30年）  | 228                 | 714                 | 942                 | [ 利用客数 20 ]     |
| 2019年（令和元年）  | 211                 | 697                 | 909                 | [ 利用客数 21 ]     |
| 2020年（令和02年）  | 118                 | 670                 | 788                 | [ 利用客数 22 ]     |
| 2021年（令和03年）  | 115                 | 640                 | 756                 | [ 利用客数 23 ]     |
| 2022年（令和04年）  | 135                 | 646                 | 782                 | [ 利用客数 24 ]     |
| 2023年（令和05年）  | 175                 | 629                 | 804                 | [ 利用客数 1 ]      |

## 駅周辺
- 青森県道34号五所川原浪岡線
  - 国道7号
- 青森県道235号浪岡停車場線
  - 青森県道13号大鰐浪岡線 - 県道285号浪岡藤崎線からの間接接続。
  - 青森県道285号浪岡藤崎線（旧国道7号線）
  - 青森市道停車場稲村線
- 青森みちのく銀行浪岡中央支店
- 青森県立浪岡高等学校
- 青森市役所浪岡庁舎 - 県道235号線から市道停車場稲村線を利用。
- 青森市立浪岡病院
- 青森南警察署
- 青い森信用金庫浪岡支店
- 浪岡郵便局
- 浪岡温泉
- 浪岡川
- JA青森 浪岡営農センター
- いとく 浪岡店

## バス路線
- 弘南バス
  - 高野線：上高野行き、黒石駅行き
  - 本郷線：黒石駅行き、黒石病院行き
  - 浪岡青森線：青森駅行き、道の駅なみおか行き

浪岡地区コミュニティバスは、2024年（令和6年）3月29日をもって廃止された。

## 隣の駅
東日本旅客鉄道（JR東日本）
■奥羽本線
- 特急「つがる」停車駅

□快速
北常盤駅 - 浪岡駅 - 津軽新城駅
■普通
北常盤駅 - 浪岡駅 - 大釈迦駅

### 記事本文